# Blastopetrova keteleericola
Blastopetrova keteleericola är en fjärilsart som beskrevs av Liu och Wu 1987. Blastopetrova keteleericola ingår i släktet Blastopetrova och familjen vecklare. Inga underarter finns listade i Catalogue of Life.